# Huaca Cortada

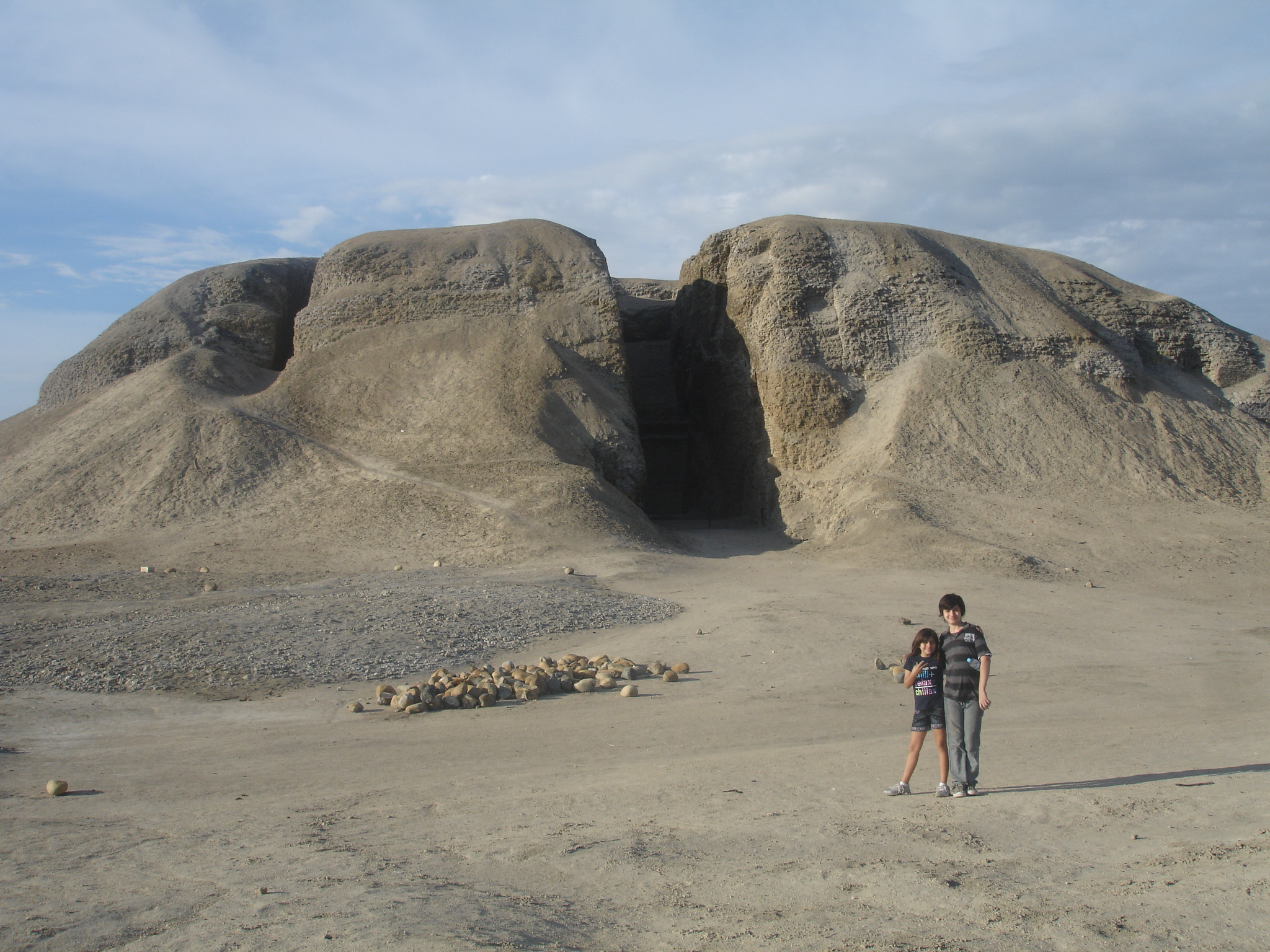
Huaca Cortada.

La Huaca Cortada,  Huaca Partida o Huaca El Brujo es un monumento  arqueológico situado en el valle de Chicama, en el norte del Perú. Se trata de una pirámide trunca perteneciente a la cultura moche (entre los siglos III y VII d. C.), que forma parte del complejo arqueológico El Brujo.

## Ubicación
Se halla a 6 km del pueblo de Magdalena de Cao, distrito de Magdalena de Cao, provincia de Ascope, departamento de La Libertad. Está frente al Océano Pacífico, en la margen derecha del río Chicama y a 60 km al norte de la ciudad de Trujillo. Forma parte del Complejo El Brujo, al que también pertenecen la Huaca Prieta y la Huaca Cao Viejo. La Huaca Prieta es un montículo que data del precerámico, mientras que la Huaca Cao Viejo, de mayor dimensión que la Huaca Cortada, pertenece también al periodo moche.

## Estudios
Desde los años 1990 el sitio es estudiado por el Proyecto Arqueológico Complejo El Brujo (PACEB) a cargo del arqueólogo Régulo Franco, con el auspicio de la Fundación Augusto N. Wiese (parte del Grupo Wiese), el Instituto de Cultura La Libertad y la Universidad Nacional de Trujillo.

## Historia
La Huaca Cortada es contemporánea con la Huaca Cao Viejo (época moche, 200-750 d. C.), aunque de dimensiones menores, hallándose a unos 500 m de distancia de la misma, al noroeste. Esta disposición se ajusta al modelo arquitectónico moche, que consistía en construir dos pirámides separadas por un amplio espacio llano, al parecer como un simbolismo de las dos fuerzas que regían el cosmos, antagónicas pero complementarias. Ese mismo diseño también se puede apreciar en las Huacas del Sol y de la Luna, del valle de Moche.
El conjunto fue indudablemente un centro administrativo y ceremonial que controlaba el valle de Chicama. Fue abandonado hacia el año 650, poco antes de un fuerte fenómeno del Niño. Las lluvias torrenciales acabaron por devastar el monumento.

## Descripción
La Huaca Cortada o Partida es una estructura piramidal levantada mediante plataformas superpuestas. Mide 103 m de largo por 98 m de ancho y 22 m de altura, y ocupa un área aproximada de 10.000 m². Su nombre se debe a que en el centro de su fachada sur tiene una enorme y profunda zanja, de 45 m de largo por 5 de ancho, que casi la divide en dos, hecha posiblemente por los huaqueros en su afán de encontrar tesoros.
Los arqueólogos han aprovechado esa gran zanja para estudiar la secuencia constructiva del monumento. En total identificaron 5 remodelaciones, a las que llamaron Edificio A, B, C, D y E. También se han identificado muros con frisos decorativos, con diseños de peces, en las que se usaron los colores amarillo, rojo, blanco, gris y negro. La técnica artística es similar a la que se aplicó en la Huaca Cao Viejo.